# Phaeoura encelada
Phaeoura encelada är en fjärilsart som beskrevs av Pieter Cramer 1777. Phaeoura encelada ingår i släktet Phaeoura och familjen mätare. Inga underarter finns listade i Catalogue of Life.

## Bildgalleri

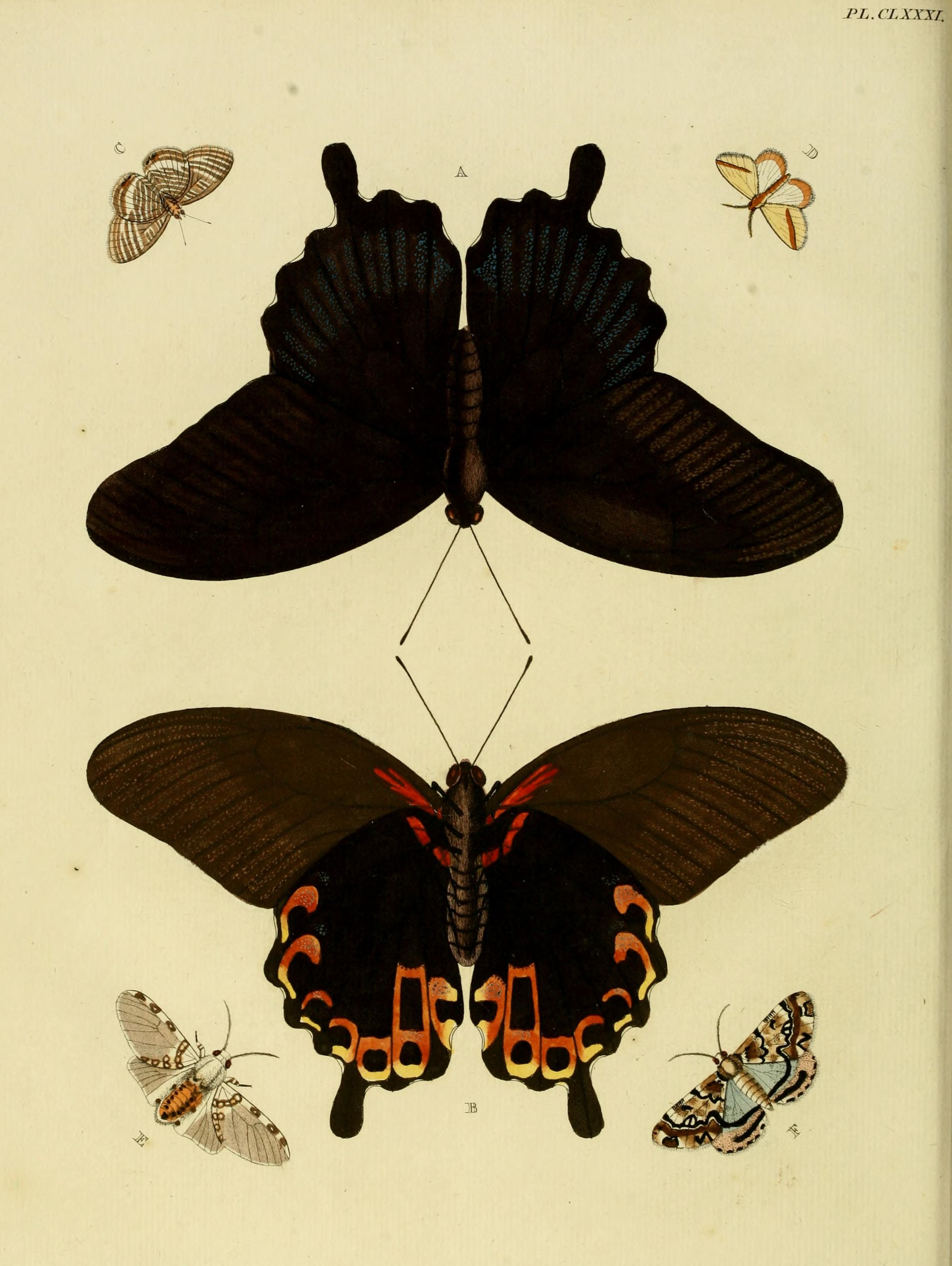